# Strenge Logik
Die strenge Logik (engl.: strict logic) ist die Bezeichnung für die Logik der streng wahren Aussagen innerhalb der dialogischen Logik. 

## Streng wahre Aussagen
Aussagen heißen streng wahr, wenn es eine Gewinnstrategie für sie unter der Regel gibt, dass die Argumente des Gegners jeweils höchstens einmal angegriffen werden dürfen. Man greift eine vom anderen gesetzte Aussage an oder verteidigt sich gegen einen Angriff des anderen.
Die strenge Logik enthält weniger wahre Aussagen als die Intuitionistische Logik, ist aber verschieden vom Minimalkalkül Kolmogorows. Die strenge Logik ist entscheidbar.

## Abgrenzungen
Die strenge Logik ist etwas anderes als die strikte Implikation und auch etwas anderes als die strenge Implikation von Ackermann (Logik des Entailments).
Ebenfalls unterschieden werden muss die strenge Logik von der so genannten Strengen Logik Walther Brünings.